# Ducatul Oldenburg
Ducatul Oldenburg a fost un stat aflat în nord-vestul Germaniei. A fost fondat în 1774, fiind precedat de Comitatul Oldenburg, și a fost desființat în 1810, fiind  succedat de Marele Ducat de Oldenburg.